# アンゲルバッハタール
アンゲルバッハタール (ドイツ語: Angelbachtal) は、ドイツ連邦共和国バーデン＝ヴュルテンベルク州ライン＝ネッカー郡に属す町村（以下、本項では便宜上「町」と記述する）。ジンスハイムとブルフザールの間のクライヒガウに位置する。町の名前は、クライヒガウを流れるヴァルトアンゲルバッハ川の渓谷（タール）に由来する。

## 地理

### 位置
アンゲルバッハタールは、ハイデルベルク近くのクライヒガウ丘陵に位置する。この町は同名の谷に位置している。この渓谷はラウエンベルクでオーバーライン地溝帯に至り終わる。その穏やかな気候は、農業や人々の気質に影響している。
最高地点はロスベルク山頂の283m、最低地点はアンゲルバッハの河床で159mである。

### 隣接する市町村
この町に隣接する市町村は、北から時計回りにジンスハイム（エッシェルバッハ区、デューレン区、ヴァルトアンゲルロッホ区）、エストリンゲン（カールスルーエ郡）、ミュールハウゼンである。エストリンゲン以外はいずれもライン＝ネッカー郡に属す。

### 自治体の構成
この町はアイヒタースハイム地区とミヒェルフェルト地区からなる。

## 歴史
アイヒタースハイムは、838年のロルシュ文書に初めて記録されている。1200年頃この村はシュタイナハ騎士領となった。1541年からクライヒガウ騎士カントンに属すフェンニンゲン家が領主権を行使した。1806年にアイヒタースハイムはバーデン領となった。
ミヒェルフェルトは、831年のロルシュ文書に初めて記録されている。1508年からバーデン領となる1806年までゲンミンゲン＝ホルンベルク家がこの村を統治した。
1972年4月1日にアイヒタースハイムとミヒェルフェルトは合併してアンゲルバッハタールが発足した。
1938年までミヒェルフェルトとアイヒタースハイムにはユダヤ人組織があった（1839年には390人の構成員があったが、この数は1930年までに大幅に減少していった）。アイヒタースハイム郊外には1781年に、ミヒェルフェルトには1868年にユダヤ人墓地が造られた。ナチス時代の迫害により、1933年にこの町に住んでいたユダヤ人のうち少なくとも5人が命を落としている。

## 行政

### 議会
アンゲルバッハタールの町議会は、14議席からなる。

### 紋章
図柄: 青地に2本の金の波帯。斜めに組み合わされた2本の赤いユリ飾りの杖。交点にかぶせて青い小型の盾。小盾の中には顔のある金の三日月。
この紋章は、町を構成する両地区の紋章を組み合わせ、町の場所と名前を同時に象徴している。ユリ飾りの杖は、アイヒタースハイムの紋章に由来し、さらにはこの村をかつて統治したフェンニンゲン男爵の紋章に由来する。一方、顔のある三日月はミヒェルフェルトの紋章に由来し、ゲンミンゲン男爵の紋章に基づく。波帯はアンゲルバッハ川を象徴している。
旗は、黄色 - 青で、紋章とともに1985年4月30日にライン＝ネッカー郡の認可を得た。

## 文化と見所

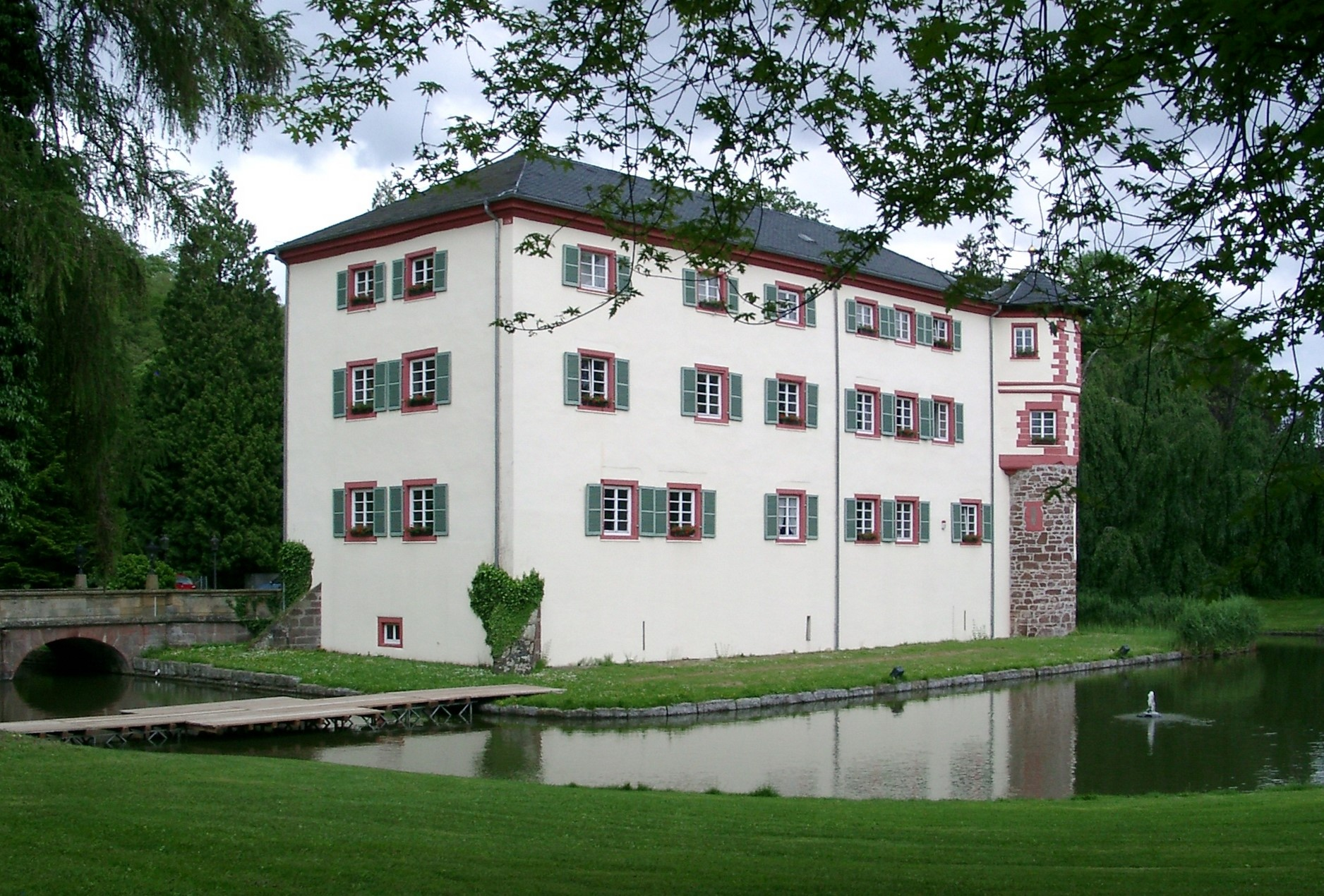
アイヒタースハイム城

### 建築
- アイヒタースハイム城（古いシュロスパーク（城館公園）を有する水城）

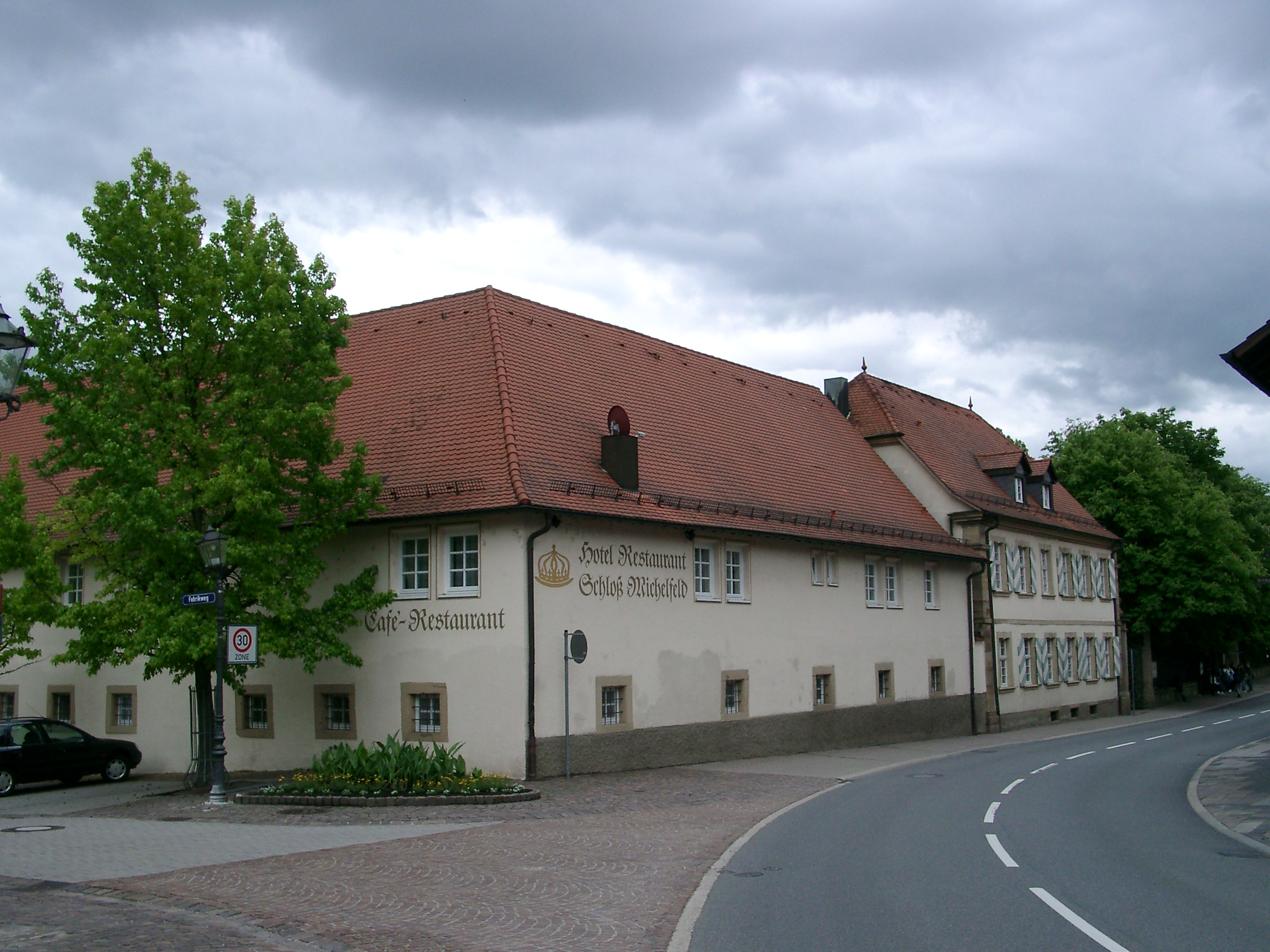
ミヒェルフェルト城
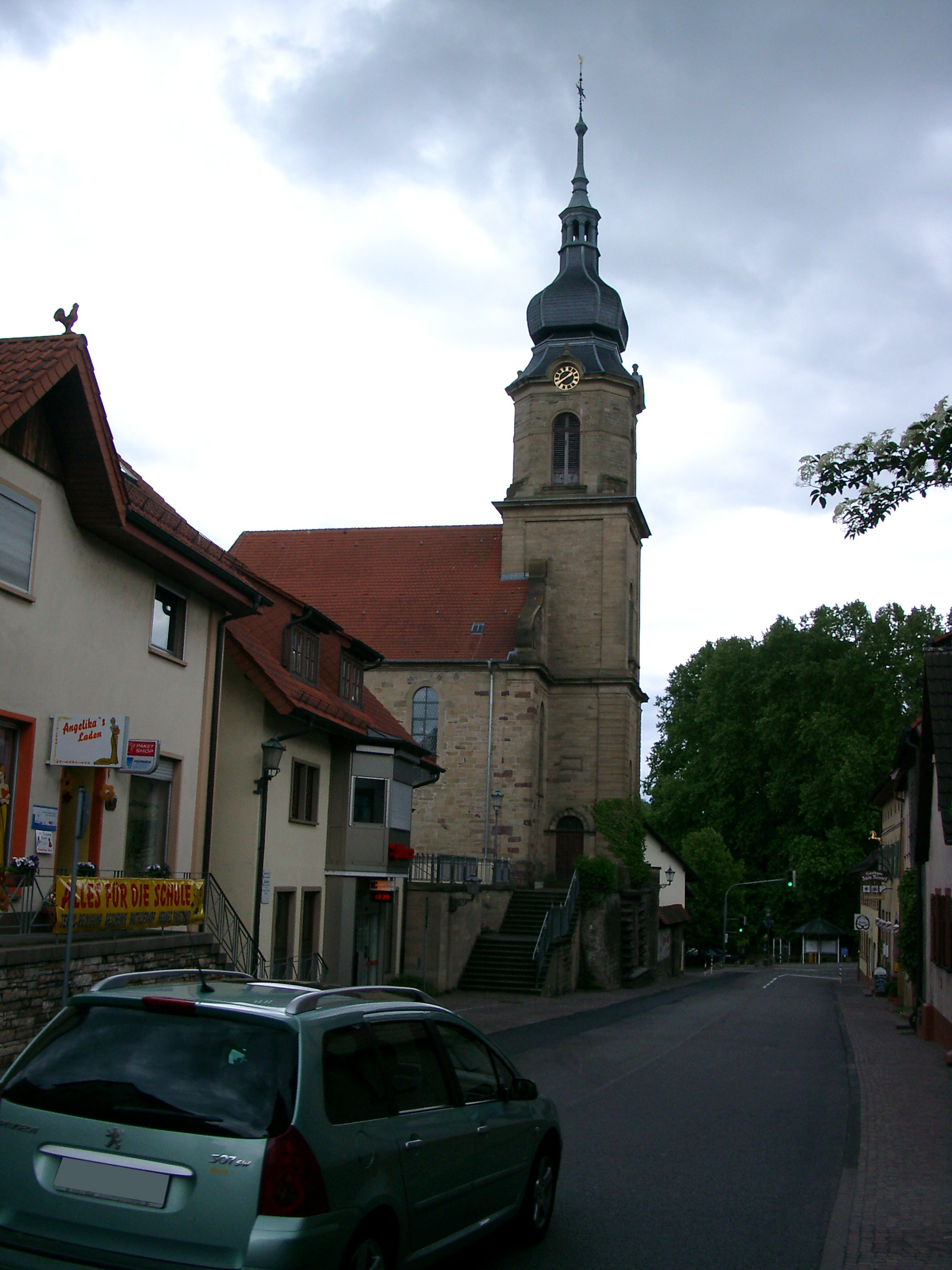
アイヒタースハイムのプロテスタント教会
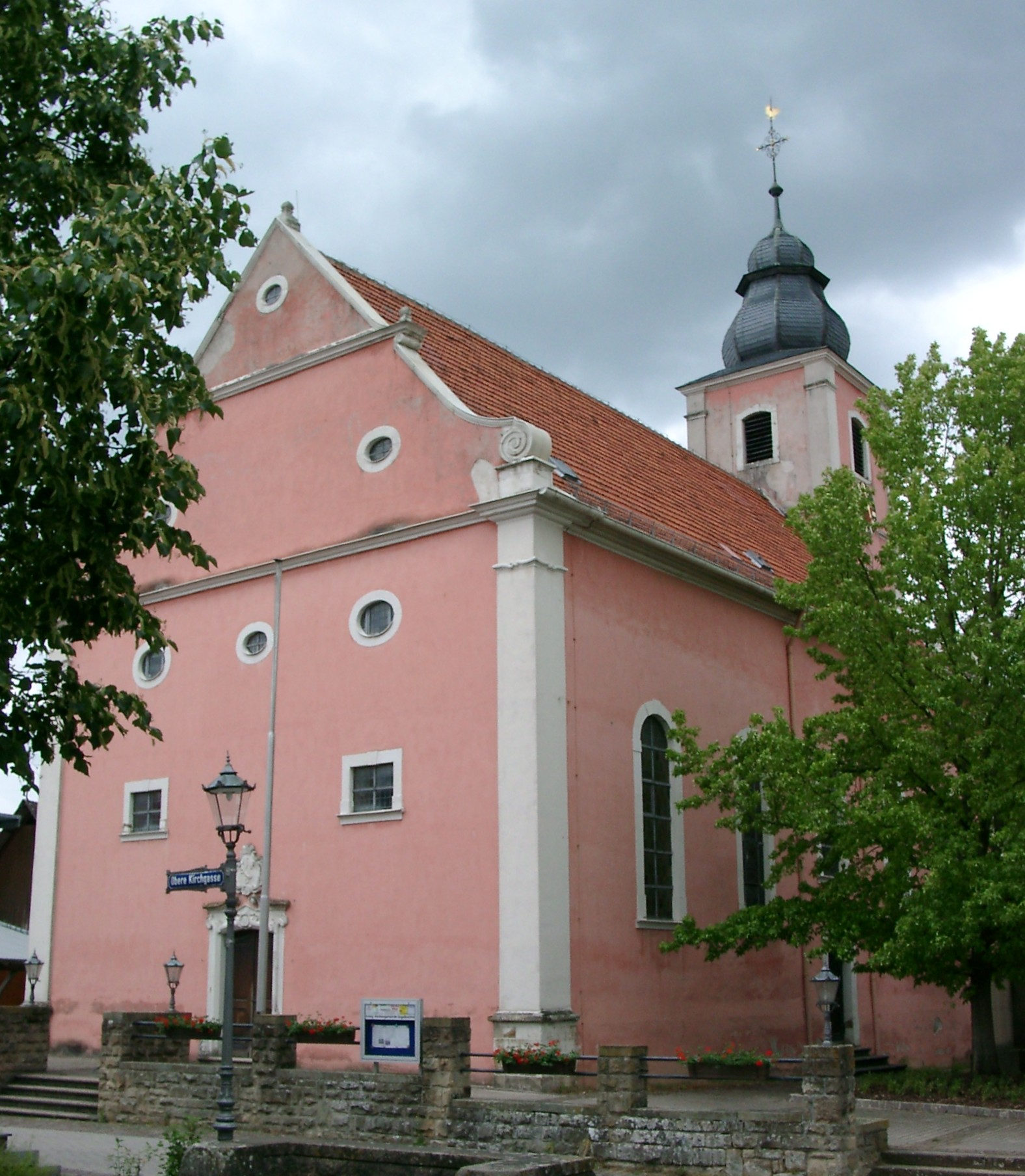
ミヒェルフェルトのプロテスタント教会

- ミヒェルフェルト城
- アイヒタースハイムのプロテスタント教会
- ミヒェルフェルトのプロテスタント教会

### 年中行事
- シュロスパークのライトアップを伴う聖霊降臨祭のマーケット
- 中世の騎士競技
- 陶芸と芸術マーケット
- シュロスパークのセレナーデ
- キルメス[訳注 1]
- ハイランド・ゲームス
- クリスマスマーケット

## 経済と社会資本

### 交通
連邦道B292号線とB39号線（連邦アウトバーンA6号線のバイパスU68号線として機能している）がアンゲルバッハタールを通っている。B292号線はブルフザールからエストリンゲンを経由し、アンゲルバッハタールのアイヒタースハイム地区を通ってジンスハイム、さらにはモースバッハ方面に走る。B39号線はヴィースロッホからミュールハウゼンを経由し、アンゲルバッハタールのアイヒタースハイム地区を通ってジンスハイム、さらにはハイルブロン方面へ走る。両道路のアンゲルバッハタール - ジンスハイムは共通区間となっている。州道L551号線はアンゲルバッハタールのミヒェルフェルト地区からヴァルトアンゲルロッホ、エッピンゲン方面へ向かい、郡道K4177号線はミヒェルフェルト地区からデューレンへ至る。

### 公共機関
- 老人ホームと養護ホーム

## 人物

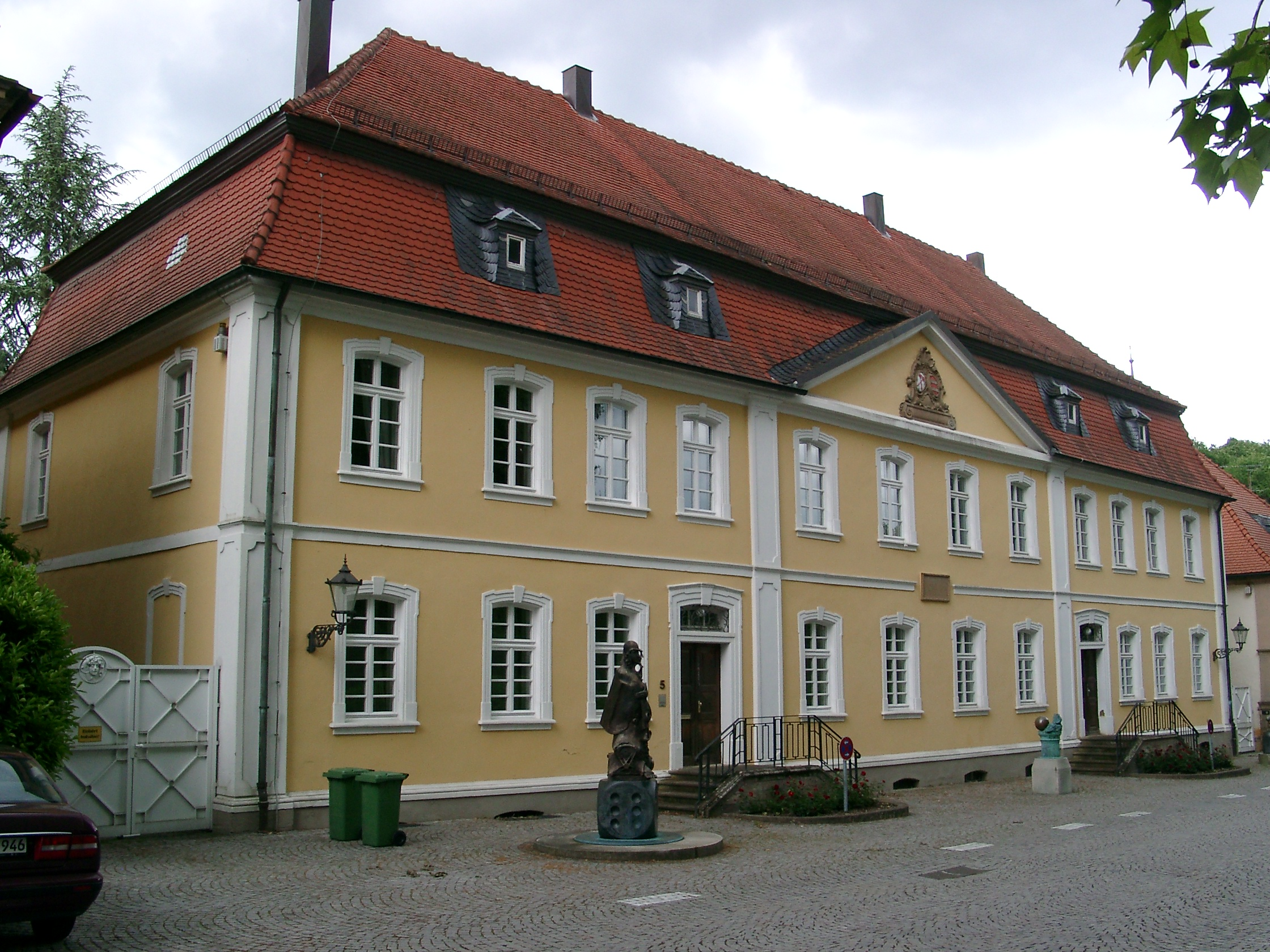
フリードリヒ・ヘッカーの館

### 出身者
- フリードリヒ・ヘッカー（1811年 - 1881年）1848年から1849年のバーデン三月革命の自由主義運動家。アメリカに渡り南北戦争に参加した。
- ユリウス・ベンダー（1893年 - 1966年）プロテスタント神学者でバーデン地方教会の教区監督官

芸術家イュルゲン・ゲルツはアンゲルバッハタール出身者ではないものの、その作品が特にアイヒタースハイムのシュロスパークで多く目にすることができる。

## 訳注
1. ↑  キルメス (ドイツ語: Kirmes) は教会開基祭を起源とする民俗祭である。